# جوایز ای‌سی‌ئی لاتین نیویورک
جوایز اِی‌سی‌ئی لاتین نیویورک (انگلیسی: New York Latin ACE Awards) جوایزی است که هر سال توسط سازمانی متشکل از خبرنگاران و روزنامه‌نگاران اسپانیایی‌تبار مستقر در نیویورک، به دستاوردهای برتر سینما، تلویزیون، رادیو و تئاتر لاتین اعطا می‌شود.
اِی‌سی‌ئی (ACE) مخفف عبارت اسپانیایی انجمن منتقدان هنر و سرگرمی لاتین است.
نخستین دورهٔ مراسم اهدای جوایز اِی‌سی‌ئی لاتین، پس از اعلام برندگان در منهتن در ۲۵ مه ۱۹۶۹، به‌طور رسمی در مدیسن اسکوئر گاردن و در خلال یک میان‌پرده طولانی در جریان گاوبازی رودیو توسط ستاره سینمای مکزیکی «تونی آگیلار» برگزار شد.
از جمله فیلمهایی که در این جشنواره مورد تقدیر قرار گرفته‌اند می‌توان به منو ببند! اشاره کرد.